# گارد ملی کالیفرنیا
گارد ملی کالیفرنیا (انگلیسی: California National Guard) بخشی از گارد ملی ایالات متحده آمریکا، یک نیروی ذخیره نظامی دوگانه فدرال-ایالتی در ایالت کالیفرنیا است. این نیرو دارای سه جزء است: گارد ملی ارتش کالیفرنیا، گارد ملی هوایی کالیفرنیا و گارد ایالتی کالیفرنیا. با مجموع بیش از ۲۴۰۰۰ نیرو، گارد ملی کالیفرنیا بزرگ‌ترین گارد ملی در ایالات متحده است. اعضای گارد ملی کالیفرنیا از سال ۲۰۰۱ بیش از ۳۸۰۰۰ بار در خارج از کشور مستقر شده‌اند، که در این مدت بیست و نه نفر از اعضای گارد در عراق و دو نفر در افغانستان کشته شده‌اند.
قانون اساسی ایالات متحده به‌طور خاص گارد ملی را به ماموریت‌های دوگانه فدرال و ایالتی موظف می‌کند. هنگامی که گارد ملی تحت کنترل فرماندار ایالت خود باشد، وظایف آن از اقدامات محدود در مواقع غیر اضطراری تا اجرای کامل قانون حکومت نظامی در زمانی که مقامات اجرای قانون محلی دیگر نمی‌توانند کنترل مدنی را حفظ کنند، متغیر است. گارد ملی ممکن است در پاسخ به درخواست رئیس‌جمهور یا کنگره به خدمت فدرال فراخوانده شود.
هنگامی که نیروهای گارد ملی به خدمت فدرال فراخوانده می‌شوند، رئیس‌جمهور به عنوان فرمانده کل قوا خدمت می‌کند. مأموریت فدرال محول شده به گارد ملی عبارت است از: «فراهم کردن واحدهای آموزش دیده و مجهز برای بسیج سریع در جنگ، شرایط اضطراری ملی یا در صورت نیاز.»
فرماندار کالیفرنیا می‌تواند در مواقع اضطراری یا موقعیت‌های ویژه، افراد یا واحدهای گارد ملی کالیفرنیا را به خدمت ایالتی فرا بخواند. مأموریت ایالتی گارد ملی عبارت است از: «فراهم کردن نیروهای آموزش دیده و منضبط برای شرایط اضطراری داخلی یا در صورت لزوم طبق قانون ایالتی.»